# Sd.Kfz.10
Sd.Kfz. 10, leichter Zugkraftwagen 1t – niemiecki  lekki ciągnik artyleryjski z okresu II wojny światowej

## Historia konstrukcji
W 1932 roku firma Demag AG z Wetter (Ruhr), przewidując zapotrzebowanie na lekkie ciągniki artyleryjskie, przystąpiła do prac nad takim ciągnikiem. Zgodnie z założeniami ciągnik miał służyć do przewozu żołnierzy oraz holowania dział przeciwpancernych kal. 37 i 50 mm, dział przeciwlotniczych kal. 20 mm, dział piechoty kal. 75 i 150 mm. Opracowany zgodnie z tymi założeniami prototyp oznaczony jako D II 1 był gotowy na początku 1934 roku. Wyposażony był podobnie jak następny prototyp w silnik rzędowy, gaźnikowy BMW 315 o mocy 28 KM. Także trzeci z kolei prototyp również był wyposażony w silnik gaźnikowy BMW 319 o mocy 42 KM, który był zbyt małej mocy. W związku z tym powstał czwarty prototyp oznaczony jako D II 4, który wyposażono w silnik Maybach HL 38 TRKM. Stał się on wzorcowym pojazdem dla serii przedprodukcyjnej, której produkcję rozpoczęto w 1937 roku. 
W 1939 roku na podstawie doświadczeń z prototypami oraz ciągnikami z serii przedprodukcyjnej opracowano ostateczną wersję, która otrzymała oznaczenie fabryczne Demag D 7 i wojskowe Sd.Kfz. 10. Wersja ta została wprowadzona w 1939 roku do produkcji wielkoseryjnej, która trwała do 1945 roku. Produkowały je zakłady Demag AG, Adler, Büssing-NAG, MWC, Saur w Niemczech jak również po zajęciu Francji także francuskie zakłady Lorraine, Panhard, Simca.  Ogółem wyprodukowano ok. 17 000 pojazdów tego typu oraz jego wersji.
Wersje Sd.Kfz. 10
- Sd.Kfz.10 – wersja podstawowa, ciągnik artyleryjski, załoga 2 + 6 pasażerów (obsługa działa)
- Sd.Kfz.10/1 – lekki wóz rozpoznania chemicznego, wyposażony w detektor gazów i przystosowany do przewozu żołnierzy sekcji rozpoznania chemicznego i ich sprzętu, załoga – 6 osób, waga – 4900 kg
- Sd.Kfz.10/2 – lekki wóz odkażający, przewożący 8 zbiorników z wapnem oraz rozrzutnik umieszczony nad tylnymi błotnikami, załoga – 4 osoby, waga – 4800 kg
- Sd.Kfz.10/3 – lekki wóz odkażający, wyposażony w zbiornik na płyn i rozpryskiwacz, załoga – 2 osoby, waga – 4900 kg
- Sd.Kfz.10/4 – samobieżne działo przeciwlotnicze uzbrojone w armatę 2 cm FlaK 30, załoga – 7 osób, waga – 4700 kg
- Sd.Kfz.10/5 — samobieżne działo przeciwlotnicze uzbrojone w armatę 2 cm FlaK 38

Niektóre pojazdy wyposażano w armatę przeciwpancerną 50 mm PaK 38, czyniąc z nich samobieżne działo przeciwpancerne.

## Użycie
Ciągnik artyleryjski Sd.Kfz. 10 był podstawowym ciągnikiem w jednostkach artylerii zmotoryzowanej i służył do holowania następujących dział:
- przeciwpancernych – 3,7 cm PaK 36, 5 cm PaK 38 i 7,5 cm PaK 40
- piechoty – kal. 75 mm i kal. 150 mm
- przeciwlotniczych – 2 cm FlaK 38, 3,7 cm FlaK 18 i 3,7 cm FlaK 43
- wyrzutni niekierowanych pocisków rakietowych – Nebelwerfer